# Born
Born es una localidad perteneciente a la comuna de Rosport-Mompach, en el cantón de Echternach, Luxemburgo. La iglesia parroquial de Born data de 1856 mientras que el castillo fue construido a principios del siglo XVIII aunque en el lugar quedan restos de construcciones mucho más antiguas y referencias que datan del siglo XIII.

## Geografía
Se encuentra a una altitud de 241 m s. n. m.

## Demografía
Hasta enero de 2024 la población era de 411 habitantes.
| Gráfica de evolución demográfica de Born entre 1981 y 2024 |
|                                                            |
| Datos según City Population y Rosport-Mompach.lu.          |